# Magyarmecske
Magyarmecske je selo na jugu Republike Mađarske.
Zauzima površinu od 11,95 km četvornih.

## Zemljopisni položaj
Nalazi se na 45° 57' sjeverne zemljopisne širine i 17° 58' istočne zemljopisne dužine u kraju zvanom Ormánság. Sumony i Sumonjski ribnjak su 3 km sjeverozapadno, Natfara je 1 km sjeverno-sjeverozapadno, Magyartelek je 300 m istočno, Kisasszonyfa je 2 km istočno, Ózdfalu je 3 km istočno-jugoistočno, Páprád je 5 km jugoistočno, Gilvánfa je 1,5 km južno, Ostrovo je 7 km jugozapadno, a Okrag je 7 km zapadno-jugozapadno.

## Upravna organizacija
Upravno pripada Šeljinskoj mikroregiji u Baranjskoj županiji. Poštanski broj je 7954. 

## Povijest
Povijesni dokumenti spominju ovo selo prvi put pod imenom Mekche 1332. U kasnijim izvorima, kao onima iz 1542., nalazimo ga u obliku Meche. 
Za vrijeme turske vlasti, selo je ostalo bez velikog broja svojih stanovnika.
U 16. st. pripada obitelji Mechey. 
U 18. st. popisi bilježe veći broj mađarskih obitelji u ovom selu.

## Stanovništvo
Magyarmecske ima 353 stanovnika (2001.). Mađari su većina. Romi čine više od 8% stanovništva. 55% stanovnika su rimokatolici, blizu petine stanovnika su kalvinisti, a za petinu nije poznato. 

## Zanimljivosti
- meteoritski krater[1]

## Vanjske poveznice
- (mađ.) Magyarmecske a Vendégvárón  Arhivirana inačica izvorne stranice od 18. ožujka 2007. (Wayback Machine)
- Magyarmecske na fallingrain.com